# Plataplochilus terveri
Plataplochilus terveri är en fiskart som först beskrevs av Huber, 1981.  Plataplochilus terveri ingår i släktet Plataplochilus och familjen Poeciliidae. IUCN kategoriserar arten globalt som starkt hotad. Inga underarter finns listade i Catalogue of Life.